# Catedral de San Elías (Haifa)
La Catedral de San Elías también llamada Catedral Greco Católica Melquita de San Elías (en árabe: كاتدرائية مار إلياس, en hebreo: קתדרלת אליהו הנביא) es el nombre que recibe un edificio religioso católico de rito bizantino que se encuentra en la ciudad de Haifa, al norte de Israel. La iglesia es la catedral de la archieparquía de Acre de la melquita (Archieparchia Ptolemaidensis Melchitarum), que fue elevada a archieparquía mediante la bula Episcopalis synodus del papa Pablo VI.
La iglesia fue diseñada por el arquitecto árabe Sammihom Atallah. La construcción del templo se inició en 1938 y terminó en 1939. Desde de 1861 la catedral de la Arquidiócesis de Akka fue la iglesia de la Virgen María en Haifa. Después de la guerra árabe-israelí (entre 1947-1949), La mayoría de los católicos, melquitas, que vivían en la zona, se trasladaron a la ciudad baja de Haifa, Akka, y la silla del obispo fue trasladada a la iglesia de San Elías el profeta.
El Frente del templo está coronado con una cruz, que está a unos pocos metros de distancia de un pequeño campanario. Sobre el portal esta la historia bíblica del profeta Elías.

## Véase también

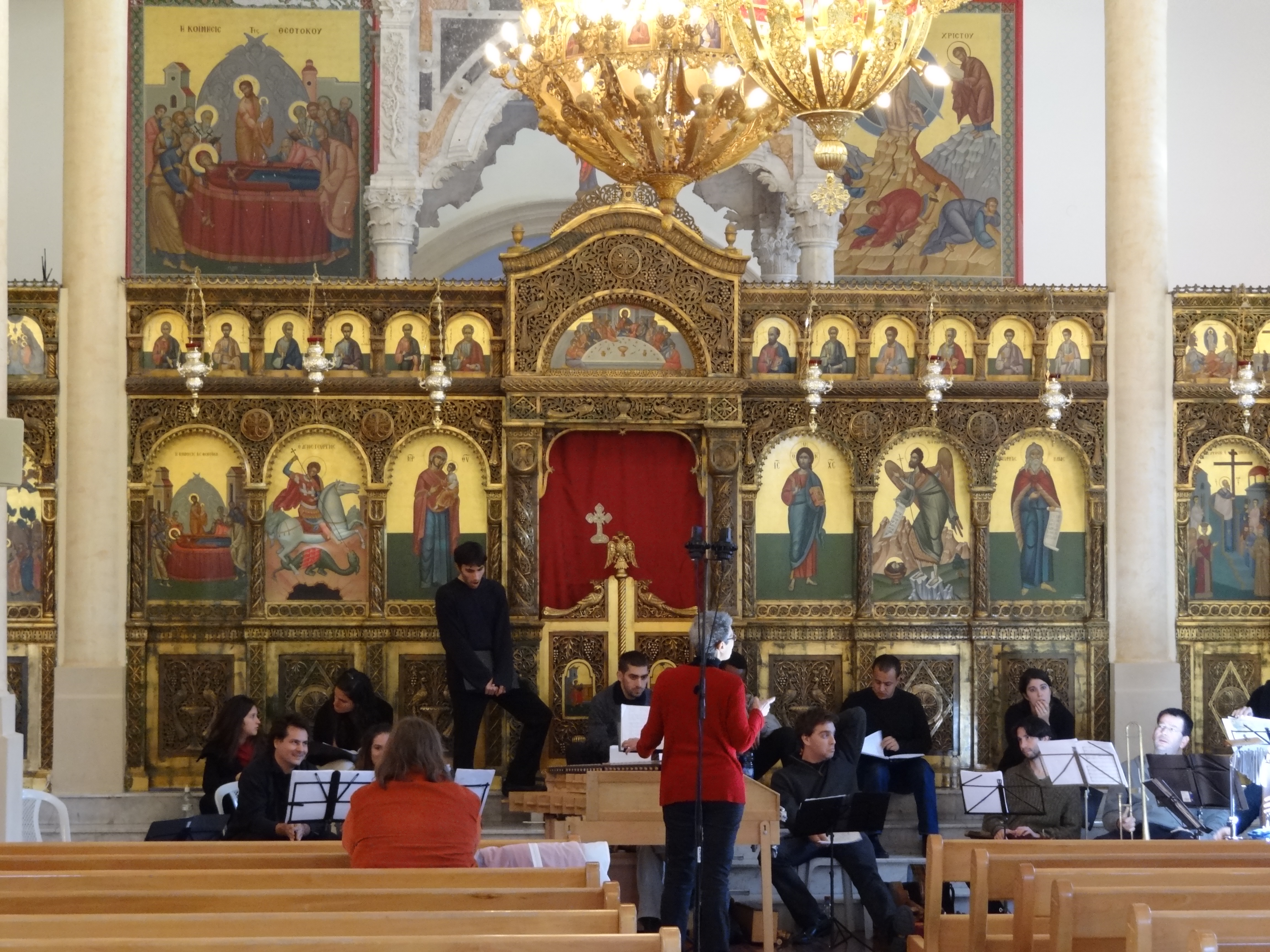
Vista interna

## Referencias

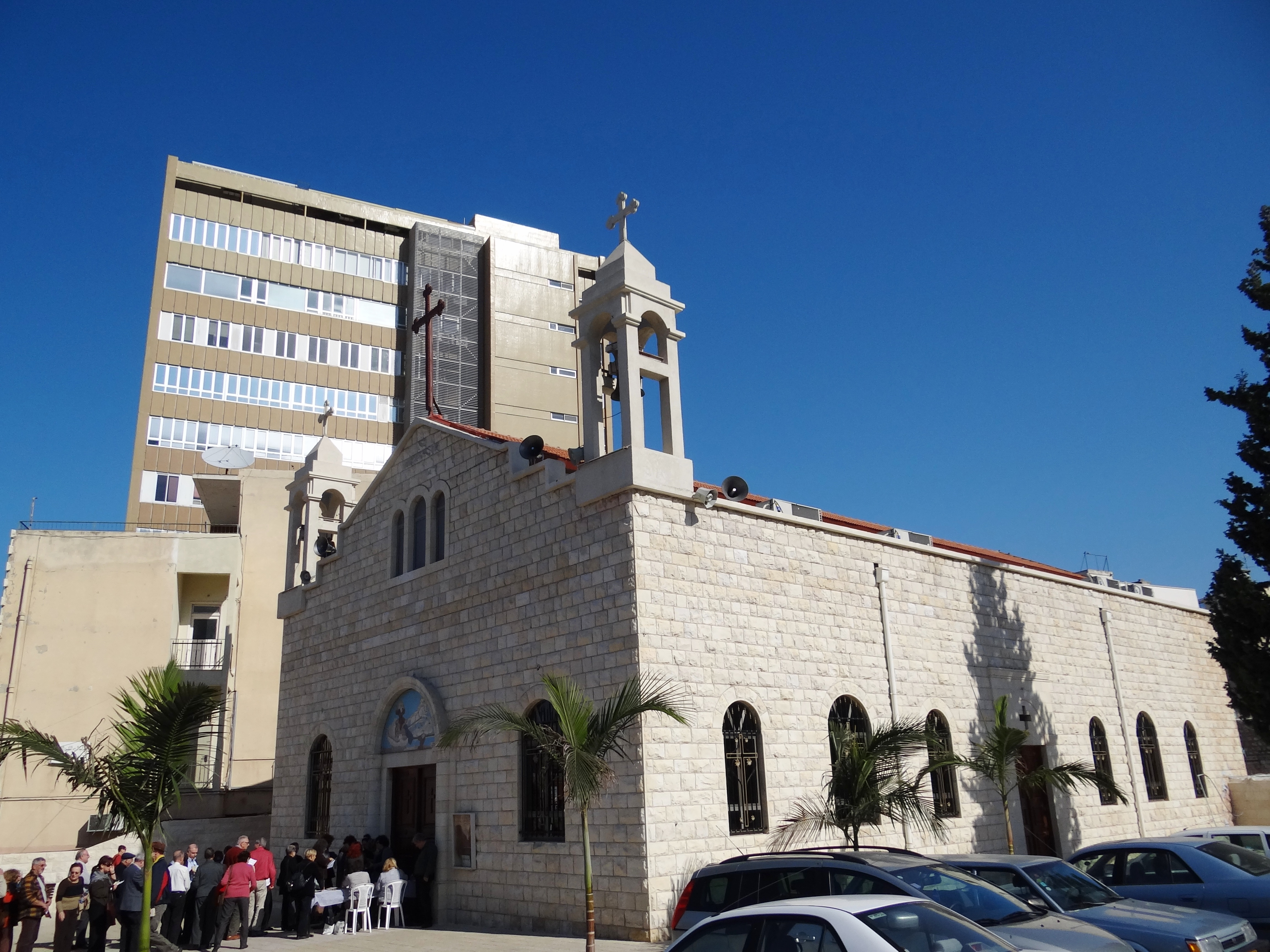
Otra vista del templo